# アメリカ合衆国第三国務次官補
アメリカ合衆国第三国務次官補（あめりかがっしゅうこくだいさんこくむじかんほ、United States Third Assistant Secretary of State）は、アメリカ合衆国国務省において国務長官を補佐し、事務作業を管理する役職である。1875年から1924年まで存在し、1912年までは国務省内部において国務長官、国務次官補、第二国務次官補に次ぐ第4位の地位であった。
第三国務次官補は1874年6月20日の連邦歳出法 (18 Stat. 90) によって制定され、大統領に対して第三国務次官補を任命する権限が与えられた。また同時に国務長官に対して、国務次官補、第二国務次官補、第三国務次官補、およびその他の国務省職員の職務を、国務長官の判断により必要に応じて規定できる権限が与えられた。
第三国務次官補には以下のような職務が割り当てられた。
- いくつかの地域区分の監視
- 国務省の会計および人事の監督
- 外交式典および儀典の管理
- 諸外国からの外交使節団の歓迎

第三国務次官補の地位は1924年5月24日に可決された外務職員法 (43 Stat. 146) によって廃止され、その職務は専門案件ごとにいくつかの国務次官補に分担されることになった。

## 歴代第三国務次官補
| #  | 氏名                                     | 任命           | 在任期間       | 在任期間       | 備考  |
| #  | 氏名                                     | 任命           | 着任           | 退任           | 備考  |
| -- | ---------------------------------------- | -------------- | -------------- | -------------- | ----- |
|    | ベンジャミン・モラン                     | 1874年6月22日  |                |                | [ 1 ] |
| 1  | ジョン・アレン・キャンベル               | 1875年2月24日  | 1875年2月24日  | 1877年11月30日 |       |
| 2  | チャールズ・ペイソン                     | 1878年6月11日  | 1878年6月22日  | 1881年6月30日  |       |
| 3  | ウォーカー・ブレイン                     | 1881年7月1日   | 1881年7月1日   | 1882年6月30日  | [ 2 ] |
| 4  | アルヴィー・エイディー                   | 1882年7月18日  | 1882年7月18日  | 1886年8月5日   |       |
| 5  | ジョン・バセット・ムーア                 | 1886年8月3日   | 1886年8月6日   | 1891年9月30日  |       |
| 6  | ウィリアム・グリンネル                   | 1892年2月11日  | 1892年2月15日  | 1893年4月16日  |       |
| 7  | エドワード・ストロベル                   | 1893年4月13日  | 1893年4月17日  | 1894年4月16日  |       |
| 8  | ウィリアム・ウッドヴィル・ロックヒル     | 1894年4月17日  | 1894年4月17日  | 1896年2月13日  |       |
| 9  | ウィリアム・ウッドワード・ボールドウィン | 1896年2月24日  | 1896年2月29日  | 1897年4月1日   |       |
| 10 | トマス・ウィルバー・クリドラー           | 1897年4月8日   | 1897年4月8日   | 1901年11月15日 |       |
| 11 | ハーバート・ヘンリー・デイヴィス・パース | 1901年11月15日 | 1901年11月16日 | 1906年6月22日  | [ 3 ] |
| 12 | ハンティントン・ウィルソン               | 1906年6月22日  | 1906年7月2日   | 1908年12月30日 |       |
| 13 | ウィリアム・フィリップス                 | 1909年1月11日  | 1909年1月11日  | 1909年10月13日 |       |
| 14 | チャンドラー・ヘイル                     | 1909年9月25日  | 1909年10月14日 | 1913年4月21日  | [ 4 ] |
| 15 | ダッドリー・フィールド・マローン         | 1913年4月21日  | 1913年4月22日  | 1913年11月22日 |       |
| 16 | ウィリアム・フィリップス                 | 1914年3月13日  | 1914年3月17日  | 1917年1月24日  |       |
| 17 | ブレッキンリッジ・ロング                 | 1917年1月24日  | 1917年1月29日  | 1920年6月8日   |       |
| 18 | ヴァン・サントヴォード・マール＝スミス   | 1920年6月21日  | 1920年6月24日  | 1921年3月4日   | [ 5 ] |
| 19 | ロバート・ウッズ・ブリス                 | 1921年3月15日  | 1921年3月16日  | 1923年5月3日   |       |
| 20 | ジョシュア・バトラー・ライト             | 1923年1月30日  | 1923年6月11日  | 1924年6月30日  | [ 6 ] |

## 備考
1. ↑  上院に承認を拒否されたため、着任せず。
2. ↑  上院休会中の任命。1881年10月14日に上院の承認を受ける。
3. ↑  上院休会中の任命。1901年12月10日に上院の承認を受ける。
4. ↑  上院休会中の任命。1909年12月13日に上院の承認を受ける。
5. ↑  上院休会中の任命。
6. ↑  1924年7月1日に国務次官補に役職変更。